# 综合格斗

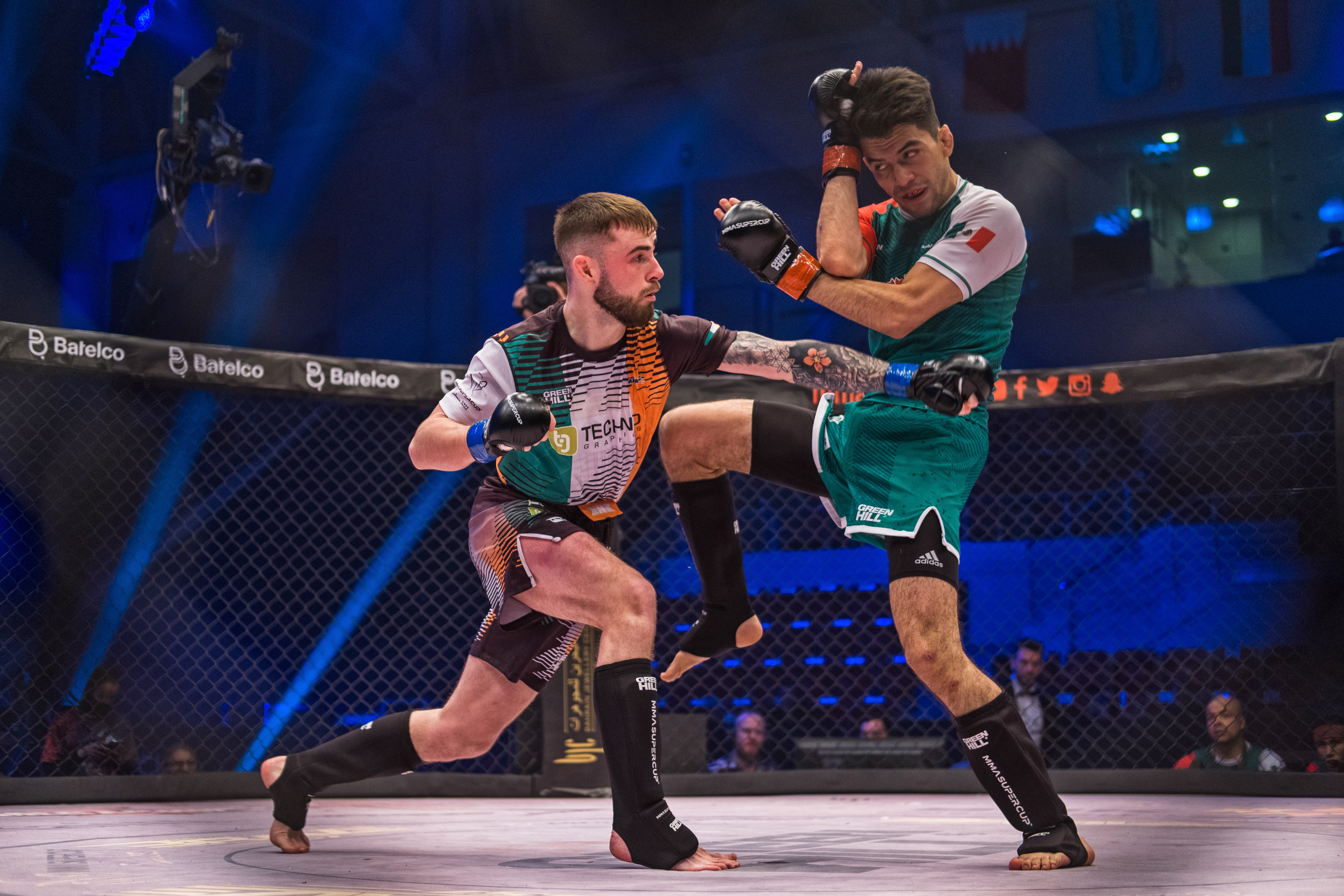
综合格斗

综合格鬥又稱混合格鬥或混合武术（英語：Mixed Martial Arts，縮寫：MMA），是一種允許運用多種不同武術的格斗运动。此類格鬥運動最初被稱為（巴西葡萄牙語，意即「無限制」，所以舊稱是無限制格鬥），後來改稱為“综合格鬥”，著重於競技運動這一點來宣傳，避免給人過多暴力血腥体育的負面形象。
综合格斗本身不是一種武術，而是將各種武術风格混合在一起比賽的模式。混合武術格鬥是一允許雙方選手使用打擊技、摔技與地板技的比賽。因此，任何一種的武術在這一種極為靈活的規則之下，都可以自由發揮，不受限制。
混合武術格鬥在美國的出現和普及，因为美国种种的「搏击流派」和「格斗技法」认为自己搏击厉害，在1960年代不断的相互跨界擂台才产生的。因李小龍生前提倡跨領域交叉訓練和「無限制」搏擊技術理念，故被譽為「綜合格鬥之父」（Father of Mixed Martial Arts）。1963年有录像的第一场美国类似MMA擂台赛，一人戴分指拳套，是Gene Lebell vs Milo Savage的跨界擂台赛，就可以看到其雏形。 在1993年所創立的終極格鬥冠軍賽（Ultimate Fighting Championship, UFC），更是走上了正规，原本比賽的目的，是想要找出最有效率可以擊敗敵人的武術。但是最後隨著不斷的比賽經驗，創造出了現在的MMA FIGHTING。“MMA” 的名字，是由古典式摔跤的奧運金牌選手Jeff Blatnick所命名。
在混合武術格鬥興起的早期非常強調比賽儘量接近實戰，因此比賽規則也儘量簡單，力求無規則，這使得比賽非常暴力血腥。比如早期的UFC比賽，選手不帶任何護具，比賽也沒有時間限制，勝負以一方認輸或失去反擊能力判定，經常有選手在賽場上受傷甚至失去知覺。隨著混合武術的發展，各類比賽也逐步制定了比較詳盡的規則，以保證比賽的公平和選手的健康。

## MMA格鬥
MMA格鬥主要由「站立戰」（打擊技 、摔技/投技）與「地戰」（寝技）兩部份组成。
打擊技，指以站立進行打擊的武術，例如：
- 中國武術（例如咏春拳、八极拳）
- 拳击
- 散打
- 泰拳
- 跆拳道
- 自由搏击
- 法國踢腿術
- 全接触空手道
- 以色列搏擊防身術
- 南洋防身術

摔技/投技，指破壞對手站立平衡使其倒地甚至撞擊地面，以此造成傷害的武術，例如：
- 柔道
- 合氣道
- 日耳曼擒拿术
- 搏克
- 角力

寢技，指以二人或一人在地上進行纏鬥，以壓制關節技，絞頸降服對手的武術，例如：
- 柔術
- 巴西柔術
- 德國柔術
- 桑搏

## MMA中最常出現的招式/技巧
Striking 立技： 
- 刺拳（jab）
- 直拳（cross）
- 鉤拳（hook）
- 上鉤拳（uppercut）
- 正踹（push kick）
- 迴旋踢 （roundhouse kick）
- 衝膝（knee）
- 肘打（elbow）

Takedown 令對方或雙方倒地進行「地戰」的技巧：
擒抱：
單腳抱腿摔 Single leg takedown / 雙腳抱腿摔 Double leg takedown
- 抱身摔（Suplex）

Ground Fighting 寢技：
- 優勢位：地面打擊 Ground and pound /騎乘 full mount /側壓 side mount /膝壓制 knee ride /後背位 back mount
- 腕挫十字固（Armbar）
- 三角絞（Triangle choke）
- 後背位裸絞（Rear naked choke）
- 腳跟扭轉（Heel hook）
- 膝十字（Knee bar）

## 规则

### 取胜方法
1. 对手拍地投降
2. 口头认输
3. 裁判宣布技术性获胜
4. 击倒（对手无知觉）
5. 技术性击倒（对手失去防守能力）
6. 驻场医生宣布比赛无法继续进行
7. 对手犯规而被取消资格
8. 助手丢毛巾弃权

### 犯规行为
1. 攻击眼球
2. 咬人
3. 拉扯头发
4. 用力打开对方嘴巴
5. 故意攻击下阴
6. 对手三点着地时使用足球踢或膝击
7. 故意抓住籠子邊緣的網子
8. 腳踢對方膝蓋，令對方韌帶受損
9. 故意在對方投降後保持絞術

### 禁用药物
比赛之前或比赛期间，参赛者使用任何形式的麻醉剂、兴奋剂、镇静剂、镇痛剂或酒精类物质，将导致参赛者立即丧失比赛资格并被按照比赛授权委员会的纪律处分。

### 衣着要求
大多数运动委员会要求男性比赛者赤膊、穿短裤，并在他们的下身佩戴腹股沟保护装置；要求女性比赛者穿短裤和运动胸罩或其他类似舒适的上衣。此外，运动员（无论男女）还被要求佩戴护齿，以减少打击对牙齿、牙龈等部位的伤害。

### 比賽区域
根据综合格斗统一规则，MMA比赛或表演可以在环形或有围栏的区域、笼子中进行，围栏可为圆形或至少有六角，笼子形状各异：有些用普通网取代金属栅栏，有些用八角形（如UFC的赛场），常被称作“八角笼”或“笼子”。

## 相关运动组织

### 国际综合格斗联合会
2012年2月29日，国际综合格斗联合会成立。

## 安全
自1993年第一届终极格斗冠军赛以来，综合格斗比赛发生了巨大变化，特别是随着综合格斗统一规则的出台。MMA中发生的伤害数据仍然很多，因此对MMA安全性的担忧仍然存在。

### 伤害率
最常见的身体部位是头部（受伤比例为66.8％至78.0％），其次是手腕/手（受伤比例为6.0％至12.0％），而最常见的伤害类型是撕裂伤（受伤比例为36.7％至59.4），骨折（受伤比例为7.4％至43.3％）和脑震荡（受伤比例为3.8％至20.4％）。

### 死亡
自2007年以来，综合格斗比赛已有6人死亡。